# Carol Leigh
Carol Leigh, auch bekannt unter dem Pseudonym Scarlot Harlot, (* 11. Januar 1951 in New York City; † 16. November 2022 in San Francisco) war eine US-amerikanische Filmemacherin und Aktivistin für die Rechte von Prostituierten. Sie prägte 1978 den Begriff Sexworker, deutsch Sexarbeiter. Sie war Vorsitzende der Bay Area Sex Worker Advocacy Network (BAYSWAN), die sich für die Rechte von Sexarbeitern in der San Francisco Bay Area einsetzte. Sie gründete und leitete das San Francisco Sex Worker Film and Video Festival.
Carol Leigh starb am 16. November 2022 in ihrer Wohnung in San Francisco im Alter von 71 Jahren an den Folgen von Krebs.

## Werke
- Unrepentant Whore: The Collected Work of Scarlot Harlot. 2004, ISBN 978-0867195842